# Bauknecht
Bauknecht est une entreprise allemande d'électroménager. L'entreprise a été fondée en 1919 par Gottlob Bauknecht, à l’époque âgé de 27 ans, pour construire un atelier électronique à Taiflingen, en Allemagne. Depuis 1989, l'entreprise appartient au groupe Whirlpool.
La fondation de Bauknecht Suisse remonte à 1952, son siège principal étant situé à Lenzbourg.

## Durée de vie
Dans un test d'endurance de 2012 de l’organisme TÜV, différentes machines à laver et sèche-linge Bauknecht auraient fonctionné respectivement pendant 2500 cycles et 1800 cycles. Cela correspondrait à plus de 10 ans d'utilisation.
D'après Test-Achats, les appareils de la marque sont inférieurs à la moyenne en matière de fiabilité pour les  lave-linge et les lave-vaisselle, dans la moyenne pour les sèche-linge et supérieurs à la moyenne pour les réfrigérateurs. La satisfaction globale des utilisateurs est dans la moyenne, sauf pour les lave-vaisselle où elle est inférieure et pour les réfrigérateurs où elle est supérieure.